# Stanek (Opole)
Pour les articles homonymes, voir Stanek.
Stanek est une localité polonaise de la gmina et du powiat de Namysłów en voïvodie d'Opole.